# Sikatuna
Sikatuna ist eine philippinische Stadtgemeinde in der Provinz Bohol auf der gleichnamigen Insel. Sie hat 6726 Einwohner (Zensus 1. August 2015).

## Barangays
Sikatuna ist politisch unterteilt in zehn Barangays.
| - Abucay Norte - Abucay Sur - Badiang - Bahaybahay | - Cambuac Norte - Cambuac Sur - Canagong | - Libjo - Poblacion I - Poblacion II |

## Geschichte
Sikatuna ist eine relativ junge Gemeinde, die erst nach Ende der spanischen Kolonialzeit am 5. Dezember 1917 gegründet wurde. Zuvor gehörte das Zentrum Sikatunas (Poblacion 1 und Poblacion 2) als Barangay Comago zur Nachbargemeinde Alburquerque. Mit Ernennung Comagos zur eigenständigen Gemeinde wurden ihr vier weitere Barangays aus Alburquerque zugeordnet (Libjo, Abucay Sur, Abucay Norte, und Can-agong), sowie jeweils zwei zuvor zu den Gemeinden Loboc (Cambuac Sur und Cambuac Norte) und Balilihan (Badiang und Bahaybahay) gehörende Barangays.
Ihren Namen erhielt die Gemeinde nach Datu Sikatuna, einem in der Geschichte Bohols bedeutenden Häuptling aus dem 16. Jahrhundert, welcher im Jahr 1565 mit dem spanischen Konquistador Miguel López de Legazpi Blutsbrüderschaft schloss.

## Bilder

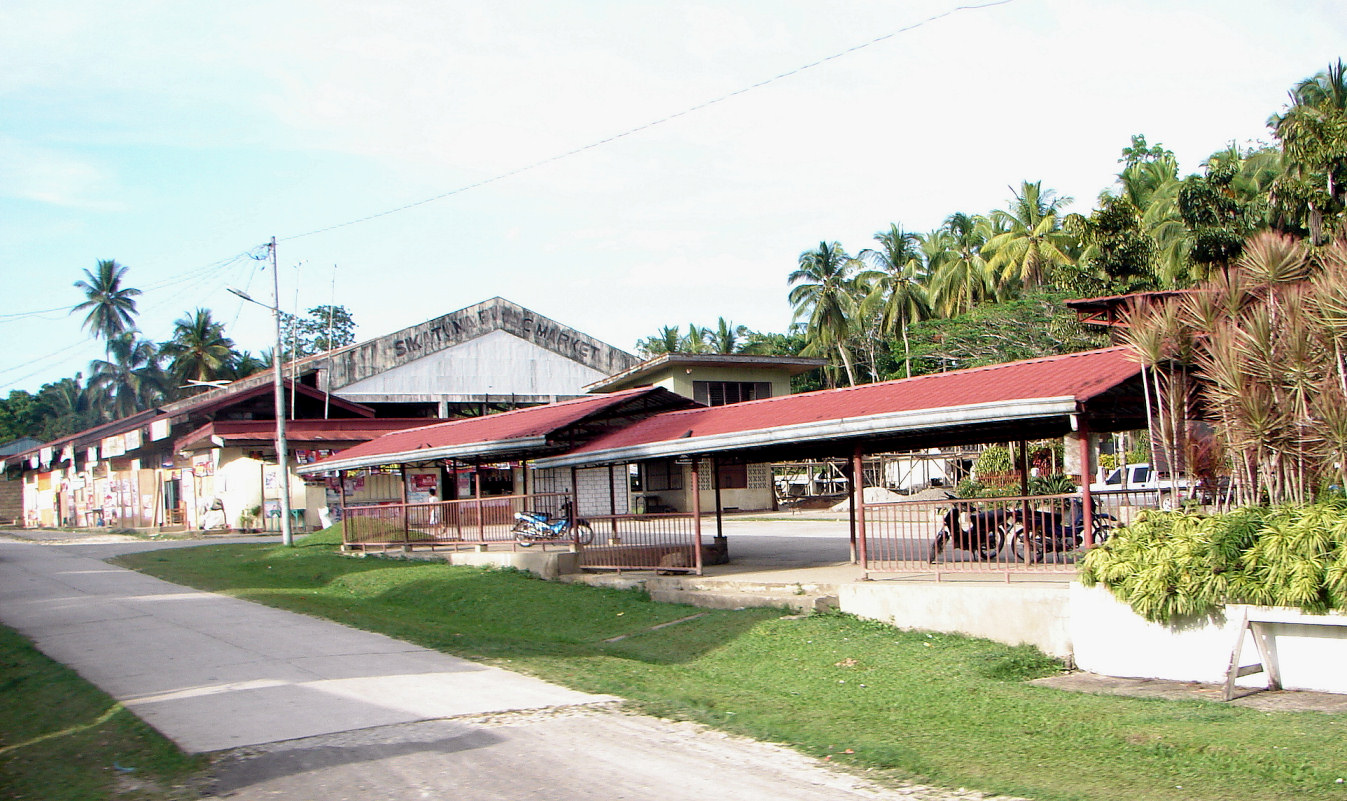
Markt
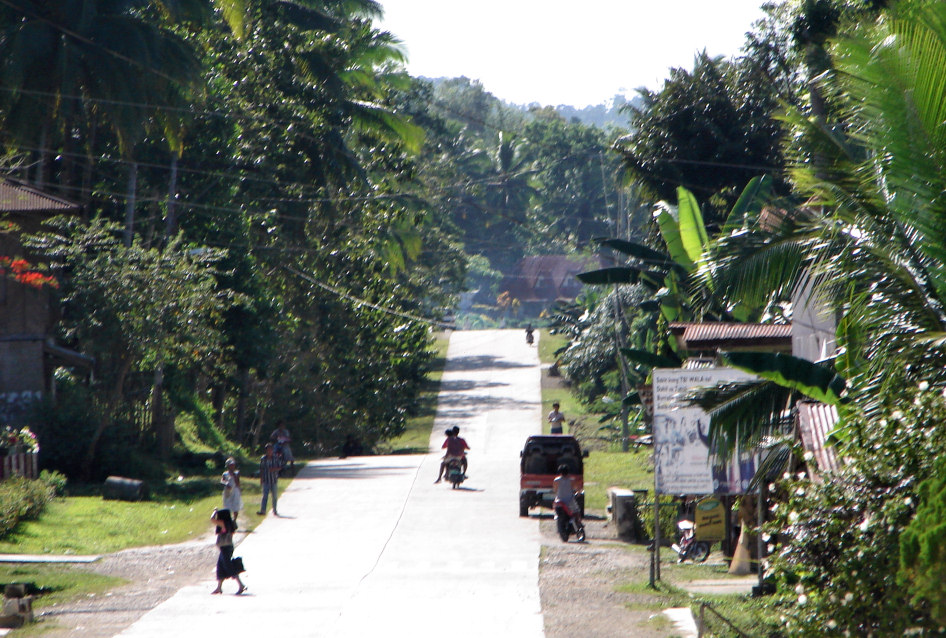
Sikatuna